# Wolny ptak
Wolny ptak (ang. Freebird) – brytyjska komedia z 2008 roku wyreżyserowana przez Jona Ivaya.
Premiera filmu odbyła się 1 lutego 2008 w Wielkiej Brytanii. Zdjęcia do filmu zrealizowano w Greenford, Londynie w Anglii i Walii w Wielkiej Brytanii.

## Opis fabuły
Trzech londyńczyków wyrusza na wyprawę w góry, gdzie mają odnaleźć farmę pewnego hipisa, słynną z uprawy marihuany. Okazuje się, że w lasach grasują dzikie zwierzęta, do tego czeka ich spotkanie z gangiem motocyklistów i dwumetrowym, nieszczęśliwie zakochanym zapaśnikiem. W takim towarzystwie wszystko wymyka się spod kontroli.

## Obsada
Źródło: Filmweb
- Jon Ivay jako Doey
- Alun ap Brinley jako Rhodri
- Geoff Bell jako Tyg
- Peter Bowles jako prezes
- Phil Daniels jako Grouch
- Gwenllian Davies jako sklepikarka
- Marcus Gilbert jako Marl
- Jonathan Holmes jako Yenko
- Caroline Hunnisett jako Siobhan
- Huggy Leaver jako Sulph
- James Puddephatt jako Phil
- Ian Ralph jako Granite
- Laila Rouass jako Lucinda
- Mario Woszcycki jako Rasputin
- Martin Serene jako Twizzle
- Gary Stretch jako Fred
- Eddie Webber jako Terry